# Bělá nad Radbuzou
Bělá nad Radbuzou település Csehországban, Domažlicei járásban. Lakosainak száma 1729 fő (2024. január 1.). Bělá nad Radbuzou Hostouň, Rybník, Stráž, Třemešné, Mutěnín, Stadlern, Schönsee és Eslarn községekkel határos.

## Népesség
A település népessége az elmúlt években az alábbi módon változott:
| Lakosok száma | 6029 | 6634 | 6885 | 1765 | 1573 | 1735 | 1769 | 1745 | 1719 | 1729 |
|               | 1869 | 1900 | 1921 | 1961 | 1980 | 2011 | 2016 | 2019 | 2021 | 2024 |